# Jive Talkin'
Singles de Bee Gees
Charade
(1974) Nights on Broadway
(1975)
Jive Talkin' est une chanson du trio anglo-australien The Bee Gees extraite de leur treizième album studio Main Course, sorti sur le label RSO Records en juin 1975.
En mai 1975, quelque temps avant la sortie de l'album, la chanson est sortie en single.
Cette chanson des Bee Gees a atteint la 1re place du Hot 100 du magazine musical américain Billboard, devenant leur deuxième numéro un aux États-Unis (après How Can You Mend a Broken Heart). La chanson a aussi atteint la 1re place au Canada ; c'était leur troisième numéro un dans ce pays (après Words, Lonely Days  et How Can You Mend a Broken Heart).
Au Royaume-Uni, la chanson a atteint la 5e place. Elle a aussi atteint la 4e place en Nouvelle-Zélande, la 23e place en Allemagne, la 24e place en Flandre (Belgique néerlandophone) et la 26e place aux Pays-Bas.
Le titre apparait également sur la bande son du film Saturday Night Fever sorti en 1977.
En 1987, le groupe britannique Boogie Box High enregistre une version dont les parties vocales sont assurées par George Michael.